# Vitstrupig trädlöpare
Vitstrupig trädlöpare (Pygarrhichas albogularis) är en fågel i familjen ugnsfåglar inom ordningen tättingar.

## Utbredning och systematik
Fågeln förekommer från mellersta Chile och angränsande Argentina, i söder till Tierra del Fuego. Den placeras som enda art i släktet Pygarrhichas. 

## Status och hot
Arten har ett stort utbredningsområde, men tros minska i antal, dock inte tillräckligt kraftigt för att den ska betraktas som hotad. Internationella naturvårdsunionen IUCN listar arten som livskraftig (LC).